# 고무 피복

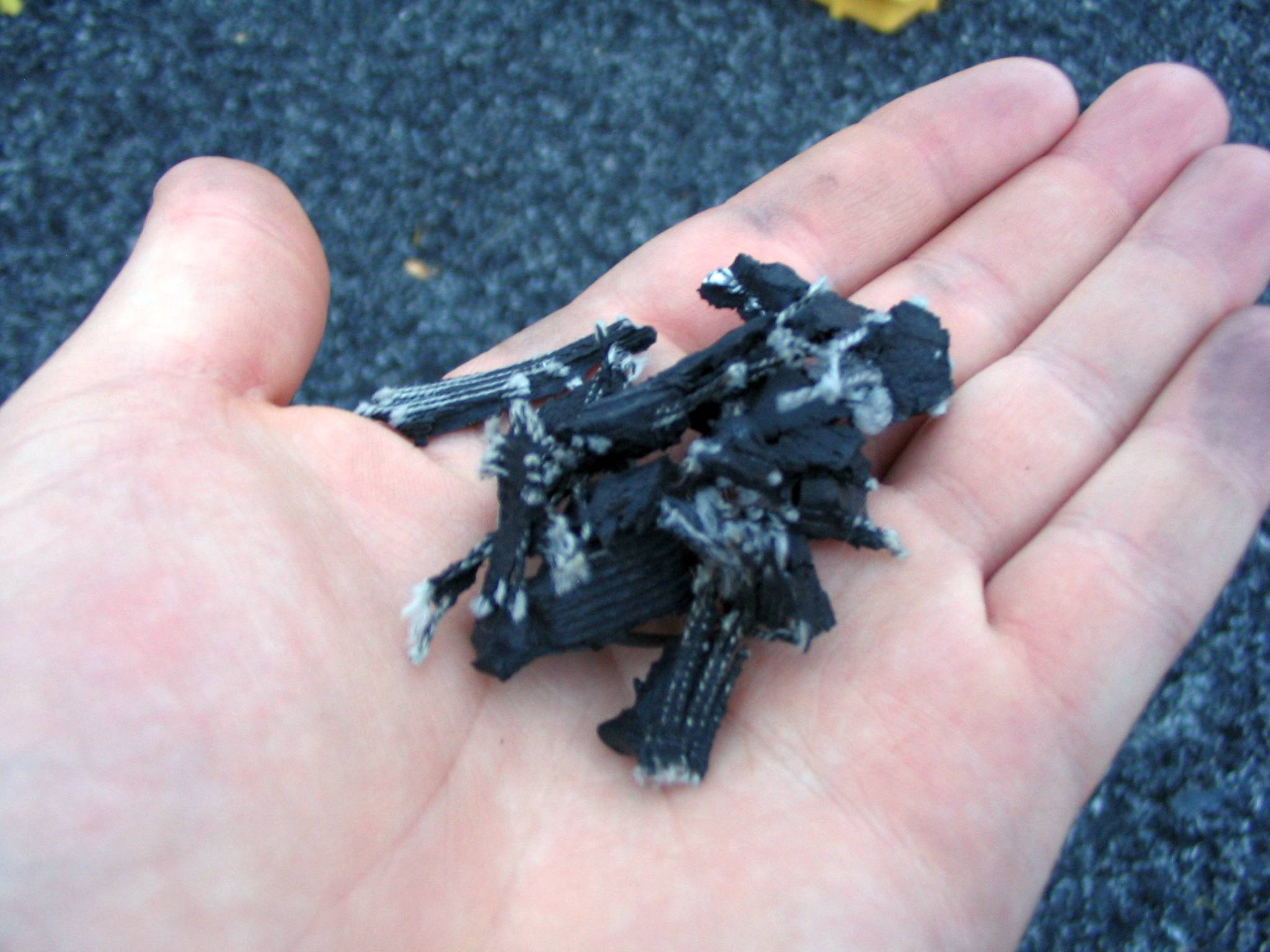
고무 피복

고무 피복은 재활용 고무로 만든 정원 및 조경에 사용되는 덮개 유형으로, 대부분 폐 타이어에서 나오는 부스러기 고무이다.

## 구성
고무 피복은 일반적으로 강철 밴드를 제거한 후 파쇄되거나 전체적으로 분쇄된 폐 타이어 조각 또는 타이어의 합성 고무 덩어리로 구성된다. 승용차 타이어, 대형 트럭 및 트레일러 (차량) 타이어를 포함하여 거의 모든 타이어를 고무 피복을 만드는 데 사용할 수 있다. 비트 또는 너겟은 파쇄 및 폐타이어의 강철 제거 과정에서 생성된다. 고무 피복(비트 및 너겟)의 크기는 10mm ~ 32mm 또는 3/8인치 ~ 1과 1/4인치이다.

## 같이 보기
- 그린 빌딩